# Roze duivenkervel
De roze duivenkervel (Fumaria vaillantii) is een eenjarige plant uit de papaverfamilie. De soort komt van nature voor in Europa, in de bergen van het westen van Noord-Afrika, op de Canarische eilanden en in Zuidwest, en Centraal-Azië. Het aantal chromosomen is 2n = 32.
De grijze plant wordt 10-30 cm hoog. De rechtopstaande tot rechtopgaande stengel is vertakt. Het blad is dubbel geveerd en hebben tot 1 mm brede, lancetvormige blaadjes die twee tot zes keer zo lang zijn als breed.
De roze duivenkervel bloeit vanaf mei tot in oktober met lichtroze, 3-8 mm grote bloemen. De 1-4,5 cm lange bloeiwijze is een korte en vrij losse tros met 6-15 bloemen. De lancetvormige bracteeën zijn 1,5-3 mm lang en 1/2-3/4 zo lang als de bloemsteel. De twee lineair-lancetvormige, 0,5-1 mm lange kelkbladen zijn getand en smaller dan het steeltje. Het uiteinde van het bloemsteeltje is 1,5-3 mm lang. De vier kroonbladen hebben donkere vleugels. Het bovenste, uitgerande kroonblad is 5-6 mm lang. Het onderste, spatelvormige kroonblad heeft korte ronde tanden. De binnenste kroonbladen hebben een donkerpaarse top. Het spoor is 1-1,5 mm lang. 
De bolvormige, fijnrimpelige vrucht heeft een diameter van 1,7-2,4 mm, een 3-4 mm lange vruchtsteel en is aan de bovenkant afgerond.

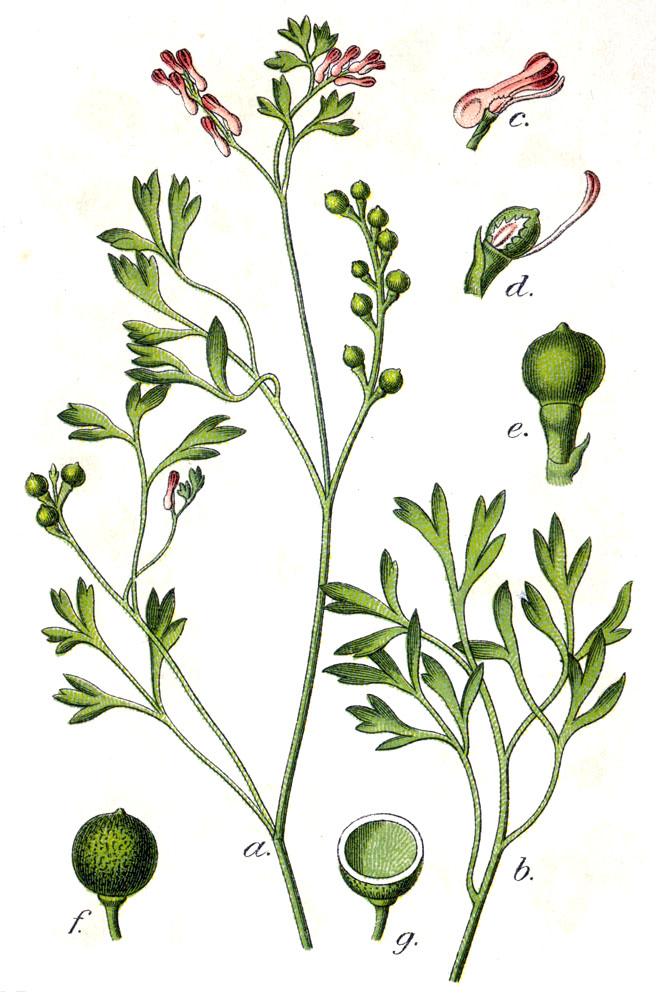
Illustratie van Jacob Sturm
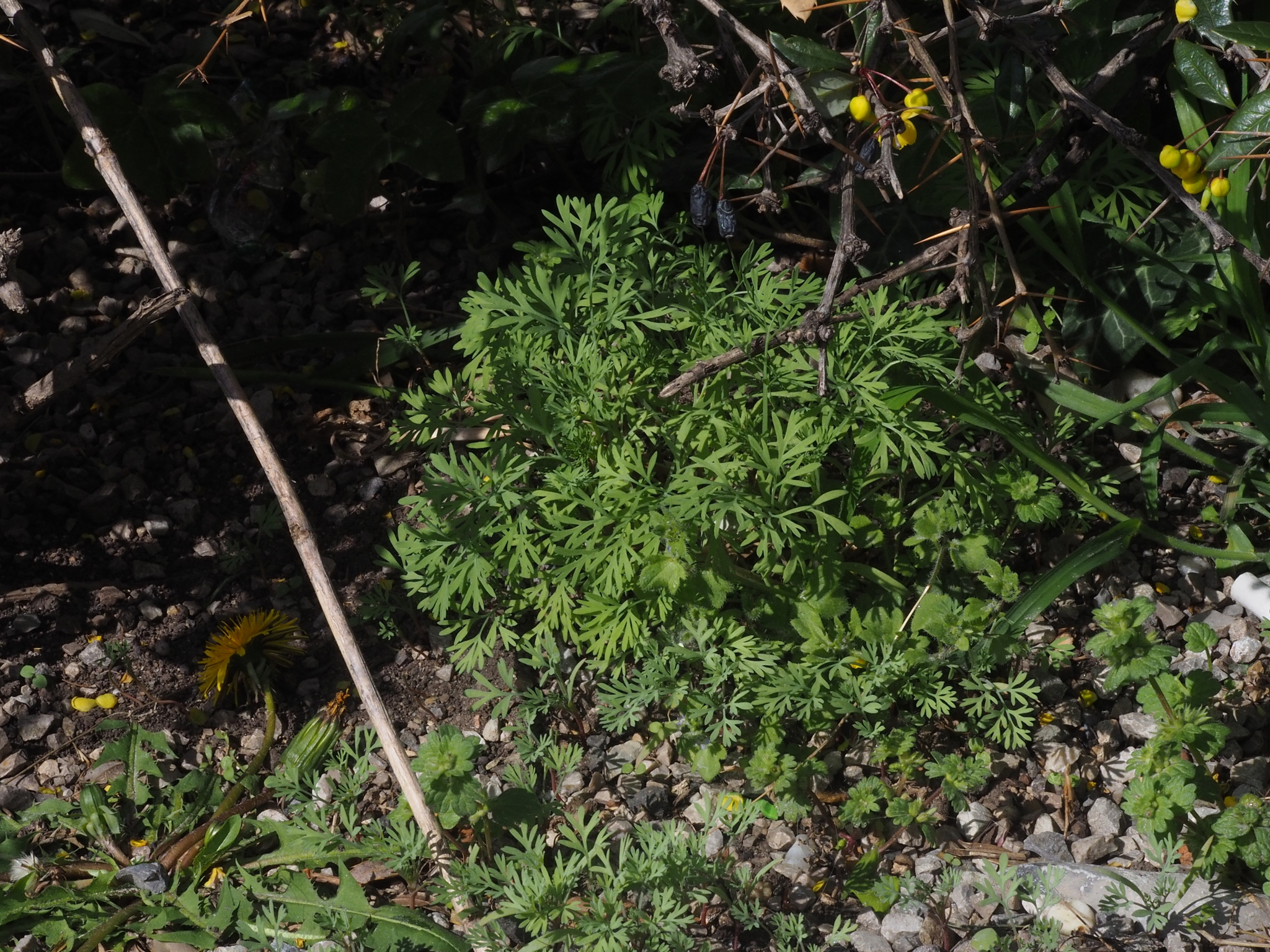
Plant
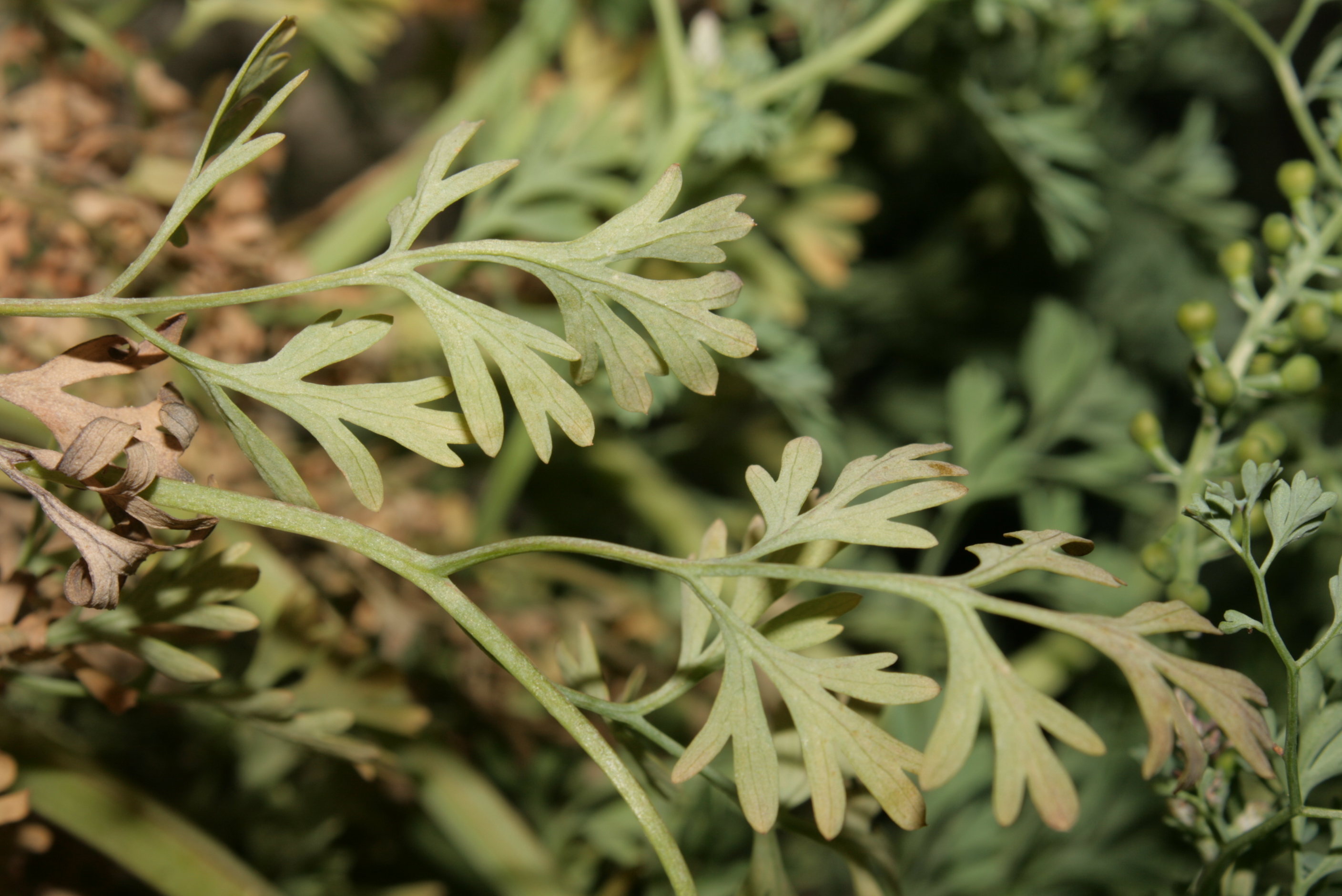
Blad
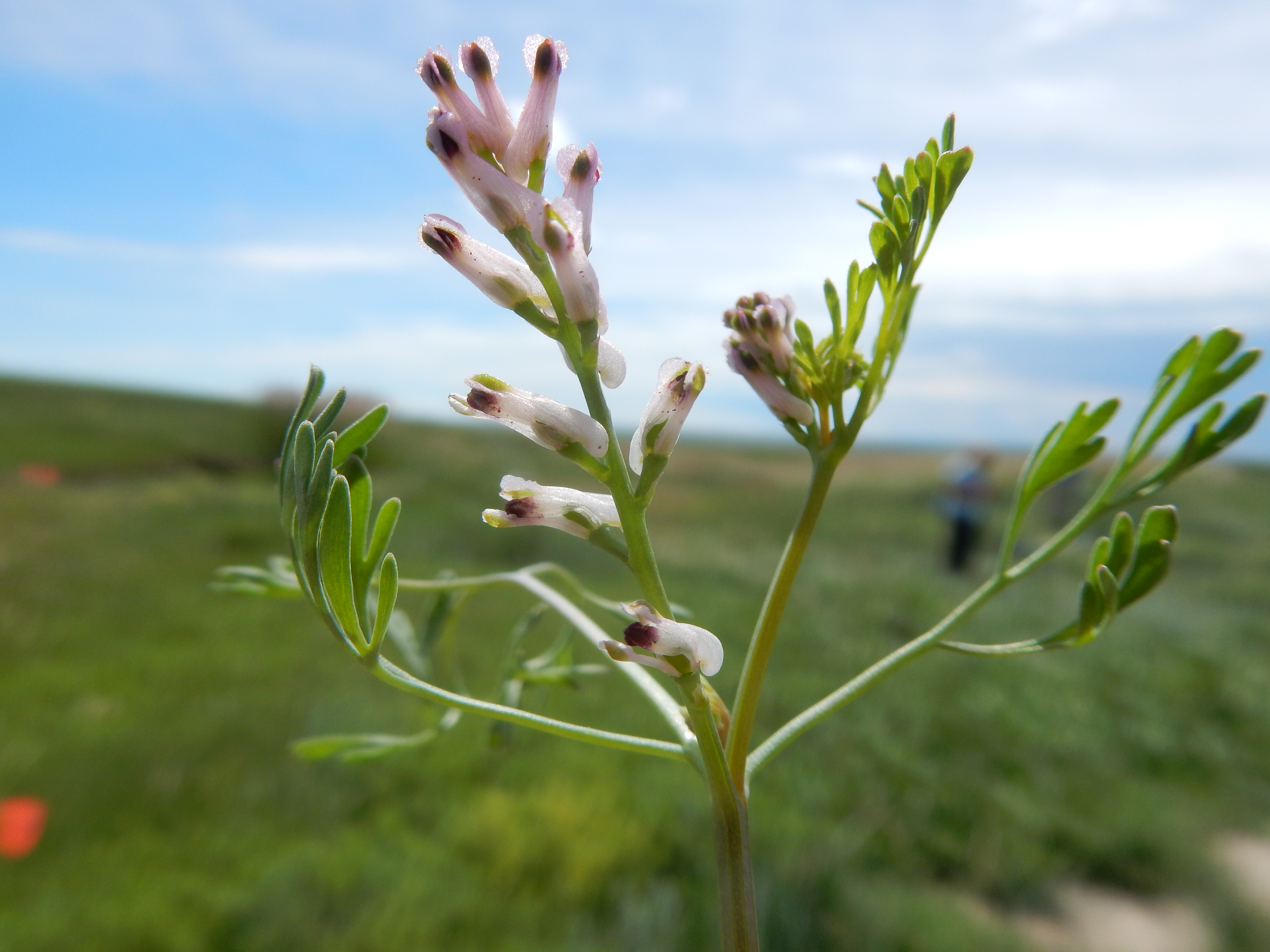
Bloeiwijze
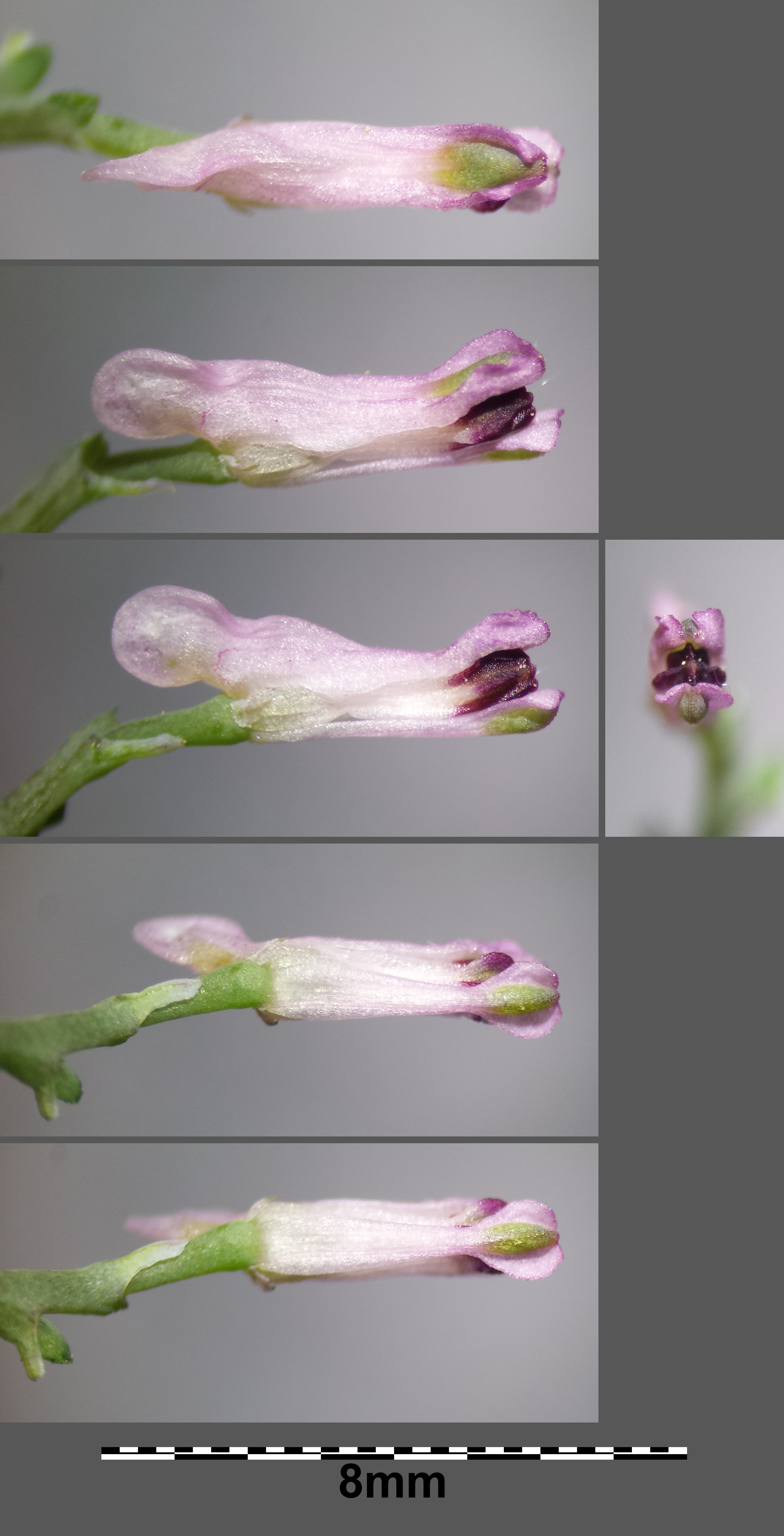
Bloem
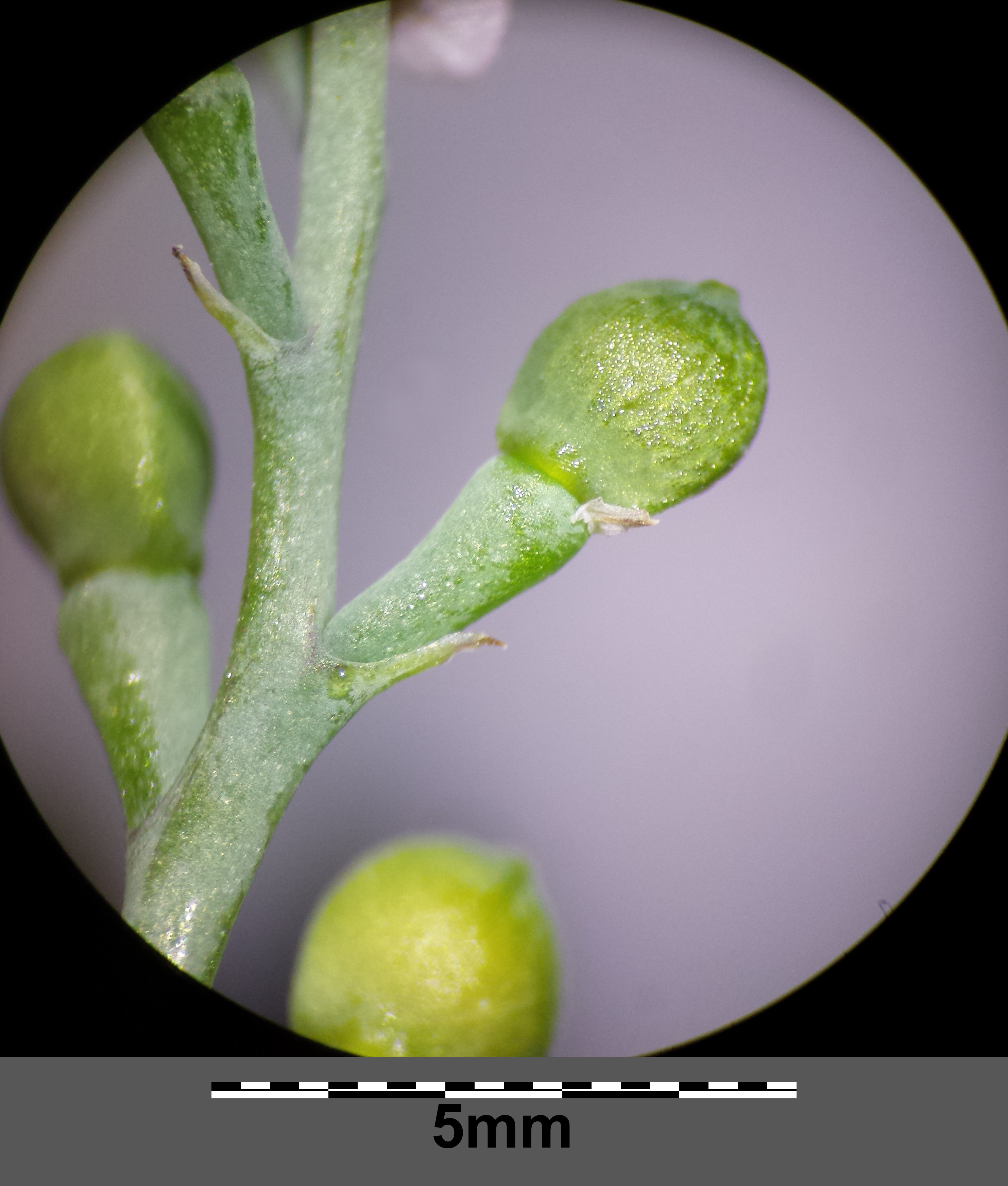
Jonge vrucht nog met een puntje, bractee, vruchtsteel

De roze duivenkervel staat op open, zonnige en warme, neutrale tot kalkrijke, stenige en stikstofrijke, matig droge tot vochthoudende, matig voedselrijke leembodems, maar soms ook op zand. Ze groeit in (graan)akkers en wijngaarden, op braakliggende grond en rotsen, op stortplaatsen, op muren en in bermen, verder op ruderale plaatsen en soms op kapvlakten. Nederland ligt ten noordwesten van het gesloten Europese deel van het verspreidingsgebied. In Nederland zijn dan ook alleen adventieve vondsten bekend. Recent is ze aangetroffen op een tweetal plaatsen in Amsterdam, nl. in een park en in stedelijk gebied (tussen stoepstenen tegen gevelmuur). Aan oudere vondsten kleven de nodige bezwaren zoals verzamelingen zonder (rijpe) vruchten of afwijkende bloemkleuren en etiketten waarop twijfel geuit wordt over de juistheid van de determinatie. Ze heeft evenals kleine duivenkervel kleine bloemen, maar verschilt daarvan o.a. door een andere bloemkleur, de in verhouding langere steunblaadjes en ook is er een verschil in de dikte van de vruchtstelen.

## Ondersoorten
De volgende ondersoorten worden onderscheiden:
- Fumaria vaillantii subsp. vaillantii Loisel.
- Fumaria vaillantii subsp. schrammii (Ascherson) Nyman , (synoniem: Fumaria schrammii (Ascherson) Velen., die verschilt in de volgende kenmerken van Fumaria vaillantii subsp. vaillantii:

Fumaria vaillantii subsp. schrammii  heeft bleekpaarse bloemen en geen donkere vleugels. De schutbladen zijn ongeveer half zo lang als de vruchtstelen. De vrucht heeft een klein puntje aan de bovenkant.
Er zijn vloeiende overgangen tussen deze twee ondersoorten, zodat een duidelijke scheiding niet altijd mogelijk is. In sommige gebieden lijken er alleen "overgangsvormen" te zijn.